# SRI
SRI (англ. Sorcin) — білок, який кодується однойменним геном, розташованим у людей на короткому плечі 7-ї хромосоми. Довжина поліпептидного ланцюга білка становить 198 амінокислот, а молекулярна маса — 21 676.
| 10         |  | 20         |  | 30         |  | 40         |  | 50         |
| ---------- |  | ---------- |  | ---------- |  | ---------- |  | ---------- |
| MAYPGHPGAG |  | GGYYPGGYGG |  | APGGPAFPGQ |  | TQDPLYGYFA |  | AVAGQDGQID |
| ADELQRCLTQ |  | SGIAGGYKPF |  | NLETCRLMVS |  | MLDRDMSGTM |  | GFNEFKELWA |
| VLNGWRQHFI |  | SFDTDRSGTV |  | DPQELQKALT |  | TMGFRLSPQA |  | VNSIAKRYST |
| NGKITFDDYI |  | ACCVKLRALT |  | DSFRRRDTAQ |  | QGVVNFPYDD |  | FIQCVMSV   |

A: Аланін

C: Цистеїн

D: Аспарагінова кислота

E: Глутамінова кислота

F: Фенілаланін

G: Гліцин

H: Гістидин

I: Ізолейцин

K: Лізин

L: Лейцин

M: Метіонін

N: Аспарагін

P: Пролін

Q: Глутамін

R: Аргінін

S: Серин

T: Треонін

V: Валін

W: Триптофан

Задіяний у такому біологічному процесі, як альтернативний сплайсинг.
Білок має сайт для зв'язування з іонами металів, іоном кальцію.
Локалізований у цитоплазмі, мембрані, саркоплазматичному ретикулумі.